# 楊安
楊安，略陽清水（今甘肅省清水縣）氐族人，為前秦名將及前仇池國王子。祖父為第4任仇池公楊初，父親為第5任仇池公楊國，永和十二年(356年)其父被叔祖楊俊殺後投奔前秦，隨後在前秦為天王苻堅屢立戰功，一路平步青雲官至前秦右大將軍、使持節、益州牧，爵封博平縣侯，活躍於公元365-378年。

## 生平

### 早年多舛

#### 東晉穆帝永和十一年（355年）
楊安祖父東晉前仇池天水公楊初被前任仇池君主楊毅最小的弟弟楊宋奴派人殺害，因此楊安之父楊國便率領左右侍衛誅殺楊宋奴等亂臣賊子，隨後繼承仇池君主的位置，成為第五任仇池公。而後東晉權臣征西大將軍桓溫便上表東晉朝廷，任命楊國為東晉鎮北將軍、秦州刺史、平羌校尉，並任命其子楊安為振威將軍、武都太守。

#### 東晉穆帝永和十二年（356年）
楊安的堂叔祖楊俊殺害其父楊國並自立為仇池君主，楊安為求自保便投奔前秦而去。

### 初顯鋒芒

#### 東晉哀帝興寧三年（365年）
這一年，匈奴右賢王曹轂、左賢王劉衛辰一起舉兵反叛前秦，二人率領部眾兩萬人進攻杏城(今陝西省黄陵縣西南)以南的各郡縣，隨後率軍在馬蘭山駐紮。烏延等各部也一同舉兵反叛前秦，並且與劉衛辰、曹轂有所聯繫。於是前秦天王苻堅便率領朝廷内外的精銳部對前往討伐這些反叛之徒，並命當時作為前將軍的楊安與鎮軍將軍毛盛等擔任先鋒都督。曹轂遂派遣其弟曹活率軍在同官川迎戰，兩軍隨後相遇大戰，楊安大敗曹活，斬殺曹活及斬首其部眾四千餘級，曹轂因此大為恐懼，隨後便舉部眾投降前秦。

#### 東晉廢帝太和元年（366年）
當年七月，前秦天王苻堅派遣前將軍楊安與輔國將軍王猛、揚武將軍姚萇等人率領兩萬軍隊進攻東晉荊州北部諸郡，隨後攻打南鄉郡。
八月，眾將一同在新野擊敗荊州刺史桓豁，隨後在掠走安陽民眾萬餘戶後回歸。

### 西陲戰事

#### 東晉廢帝太和二年（367年）
四月，前凉末代君主西平公張天錫率領步騎三萬人攻打前一年叛秦的李儼統治的大夏、武始二郡，並且成功攻陷二郡。張天錫的部將掌據（一作常據）在葵谷擊敗李儼的軍隊，隨後張天錫將部隊駐紮在左南。李儼感到十分恐懼，一路退守到枹罕，接著派他哥哥的儿子李純前去向前秦謝罪，并且請求發兵救援。苻堅便命前將軍楊安和建威將軍王撫率領騎兵兩萬人，與王猛會合後前去救援李儼。
王猛派南安太守邵羌追擊斂岐，讓建威將軍王撫守衛侯和，隴西太守姜衡守衛白石，隨後王猛便與前將軍楊安前往救援枹罕的李儼軍。張天錫派前涼前將軍楊遹在枹罕以東迎戰王猛二人，王猛率軍大敗楊遹，俘獲斬首一萬七千多人，接著與張天錫在枹罕城下相對持。邵羌在白馬擒獲斂岐，把他送往前秦都城長安（今陝西省西安市）。王猛隨後給張天錫寫信，說他接受苻堅的詔令前來救援李儼，沒想到卻意外和前涼交戰，如此相持下去，恐怕對前秦和前涼兩國都不利，各自撤軍才是良策。張天錫很認同王猛的話，於是在和屬下公布後率軍返回。

### 征討叛亂
十月，當時鎮守蒲阪（今山西永濟縣蒲州鎮）的晉公苻柳、鎮守上邽（今甘肅天水市）的趙公苻雙、鎮守陝城（今河南陝縣）的魏公苻廋及鎮守安定（今甘肅涇川北）的燕公苻武聯結一同據城叛變，苻堅送去書信勸四人投降，則一切官爵如故，不予追究，但四人皆不從。

#### 東晉廢帝太和三年（368年）
正月，苻堅派兵前往平叛，分別是後將軍楊成世攻打上邽；左將軍毛嵩攻打安定；輔國將軍王猛、建節將軍鄧羌攻打蒲阪；前將軍楊安、廣武將軍張蚝攻打陝城，苻堅命令攻打蒲阪、陝城的軍隊皆駐紮在城外三十里，堅壁而勿開戰，等待秦州、雍州等地的叛亂後，再合兵一起攻下二地。
九月，在王鑒等人斬殺苻雙、苻武之後，與王猛等將會合，攻破蒲阪後斬殺苻柳及其妻。隨後王猛屯駐在蒲阪，派遣鄧羌與王鑒等和楊安等人會合一起攻打陝城。
十二月，陝城城破，魏公苻廋被擒獲後送到苻堅面前，在問完後將其賜死，魏公由苻廋長子承襲，其餘六子皆封縣公。

### 滅燕之戰

#### 東晉廢帝太和五年（370年）
四月，派遣尚書令、太子太傅王猛率領包含鎮南將軍楊安等十位將領和六萬兵馬前往征伐前燕
七月，王猛前往攻打壺關，楊安則負責攻打晉陽。
八月，前燕幽帝慕容暐命令太傅、上庸王慕容評統率朝廷内外的精兵三十萬前去抵抗前秦。隨後王猛很快攻下壺關，並且活捉前燕上黨太守南安王慕容越，周邊郡縣無不望風而降，燕人大為震恐。
九月，因為晉陽兵多糧足，歷經兩個月的攻打，楊安未能攻下。王猛便讓屯騎校尉苟長戍守在壺關，自己帶兵前來幫助楊安攻打晉陽。王猛隨後挖掘地道，讓虎牙將軍張蚝率領數百軍士從地道潛入晉楊城中，大聲高喊地斬殺關口士卒，引外頭的秦兵進城。而後前秦軍隊成功攻下晉陽，擒拿住前燕并州刺史、東海王慕容莊。
十月，王猛率眾將在潞川一帶與慕容評決戰，前燕軍隊大敗，被前秦軍俘斬五萬餘人，隨後更是乘勝追擊，殺死和投降之人又有十萬餘人，慕容評單騎逃走返回鄴城。
十一月，慕容暐被前秦游擊將軍郭慶在高陽擒獲，前燕便投降前秦，立國34年。楊安也因此場戰功，被苻堅封爵為「博平縣侯」

### 仇池攻伐

#### 東晉廢帝太和六年（371年）
前一年，篡奪其父仇池公之位的第六代仇池公楊俊之子第七代仇池公楊世過世，而後由其子楊纂繼位，並且自立與前秦斷絕稱臣的關係。不僅如此，楊纂的叔父武都太守楊統起兵與其爭權，爆發內亂。
二月，苻堅任命原為吏部尚書的楊安為使持節、都督益、梁州諸軍事、梁州刺史。
三月，苻堅派遣楊安與西縣侯苻雅、益州刺史王統、并州刺史徐成、羽林左監朱肜、揚武將軍姚萇率領步騎兵七萬人前往討伐第八代仇池公楊纂。
四月，當前秦軍隊到達鷲峽，楊纂帶著五萬兵馬前來抵禦前秦大軍，東晉的梁州刺史楊亮也派遣督護郭寶、卜靖二人率領千餘騎兵前來為楊纂助陣。兩方在峽中大戰，楊纂大敗，死者多達十之三四，郭寶等將也喪命於此。隨後楊纂收攏敗兵後逃回仇池。西縣侯苻雅苻雅接著猛攻仇池，楊統便率武都之眾投降前秦，楊纂見此甚是畏懼，便雙手被反綁在背後而面向前的向前秦請降，苻雅便將楊纂送往長安。楊安也因此功被加都督南秦州諸軍事，鎮守仇池之地。

### 南取梁益

#### 東晉孝武帝寧康元年（373年）
八月，東晉梁州刺史楊亮派遣他的兒子楊廣率兵襲擊仇池之地，時任前秦梁州刺史的楊安與其作戰，成功擊敗楊廣，東晉沮水一代的各守將聽聞此事皆棄城逃散。楊亮聞此消息亦十分畏懼，隨即率軍退守磬險。
九月，楊安隨即率兵反攻漢川。
十月，前秦天王苻堅派遣益州刺史王統、秘書監朱肜率領兩萬士兵進攻漢川，前禁將軍毛當、鷹揚將軍徐成則率領三萬士兵進攻劍門（今四川劍閣東北），以取東晉的梁、益之地。東晉梁州刺史楊亮率領巴蜀少數民族組成的部隊(巴獠)萬餘人前來抵禦前秦的進攻，兩軍在青谷(今陝西省洋縣東北)發生決戰。楊亮兵敗，逃往魏興郡西城縣（今陝西安康西北）。朱肜隨後攻陷漢中，徐成則攻下劍門。
楊安則率兵進攻梓潼，梓潼太守周颺率軍固守涪城，遣步騎兵數千人護送其母和妻子自漢水到江陵，朱肜率軍邀擊而將二人擒獲，周颺見此情形便向楊安投降。
十一月，楊安成功攻克梓潼。東晉荊州刺史桓豁派遣江夏相竺瑤率兵前往救助梁、益的東晉軍隊。當竺瑤聽聞廣漢太守趙長戰死，便引兵退去。東晉益州刺史周仲孫遣兵在綿竹抵禦朱肜的軍隊，而後在聽聞毛當就要抵達成都時，周仲孫便率領騎兵五千人逃往南中。前秦於是取得東晉的梁、益二州，周邊諸民族如邛、莋、夜郎皆依附於前秦。苻堅於是任命楊安為右大將軍、益州牧，鎮守成都。毛當則被任命為益州刺史，鎮守漢中。姚萇則擔任寧州刺史，屯兵墊江；王統為南秦州刺史，鎮守仇池。

### 益州平亂

#### 東晉孝武帝寧康二年（374年）
五月，蜀人張育、楊光起兵反抗前秦的統治，擁眾多達二萬人，並派遣使者到東晉朝廷來請求派兵支援。前秦天王苻堅聞此消息後，便派遣鎮軍將軍鄧羌率領五萬甲士前往討伐張育。東晉益州刺史竺瑤、威遠將軍桓石虔則率領三萬兵力攻打墊江來支援張育，姚萇與之交戰後兵敗，退守到五城並屯兵在那裡。隨後竺瑤、桓石虔便屯兵在巴東。張育接著自號為蜀王，與巴獠的酋帥張重、尹萬合兵五萬餘人進攻並且包圍成都城。
六月，張育改元為黑龍。
七月，張育與張重等人為了爭奪權力，各自舉兵相互攻伐，內亂爆發。前秦右大將軍、益州牧楊安、鎮軍將軍鄧羌見此情況便領兵襲擊張育，隨後張育敗退，張育與楊光便率兵退守至綿竹一帶。
八月，前秦鎮軍將軍鄧羌在涪西擊敗東晉軍隊。
九月，前秦右大將軍、益州牧楊安率軍在成都以南擊敗張重、尹萬，兵且成功擊殺張重，一戰斬首蜀軍二萬三千級。前秦鎮軍將軍鄧羌亦在綿竹擊敗張育、楊光之軍，二人皆被斬之。益州之亂遂平定了下來。

### 合攻襄陽

#### 東晉孝武帝太元三年（378年）
二月，前秦天王苻堅派遣征南大將軍、都督征討諸軍事、守尚書令、長樂公苻丕，武衛將軍苟萇和尚書慕容暐率領七萬步骑兵進攻東晉所屬的襄陽地區，並以右大將軍、荊州刺史楊安率領樊州、鄧州的士兵作为前鋒，征虜將軍石越率領精銳其兵一萬從鲁陽關出發，京兆尹慕容垂、揚武將軍姚萇率領五萬士兵從南鄉出發，領軍將軍苟池、右將軍毛當、强弩將軍王顯率領四萬士兵從武當出發，一同會合後攻打襄陽城。
此後歷史上再無楊安的記錄，但淝水之戰中並未見到楊安的消息，因此可推測楊安可能死於淝水之戰以前。